# Frostblume

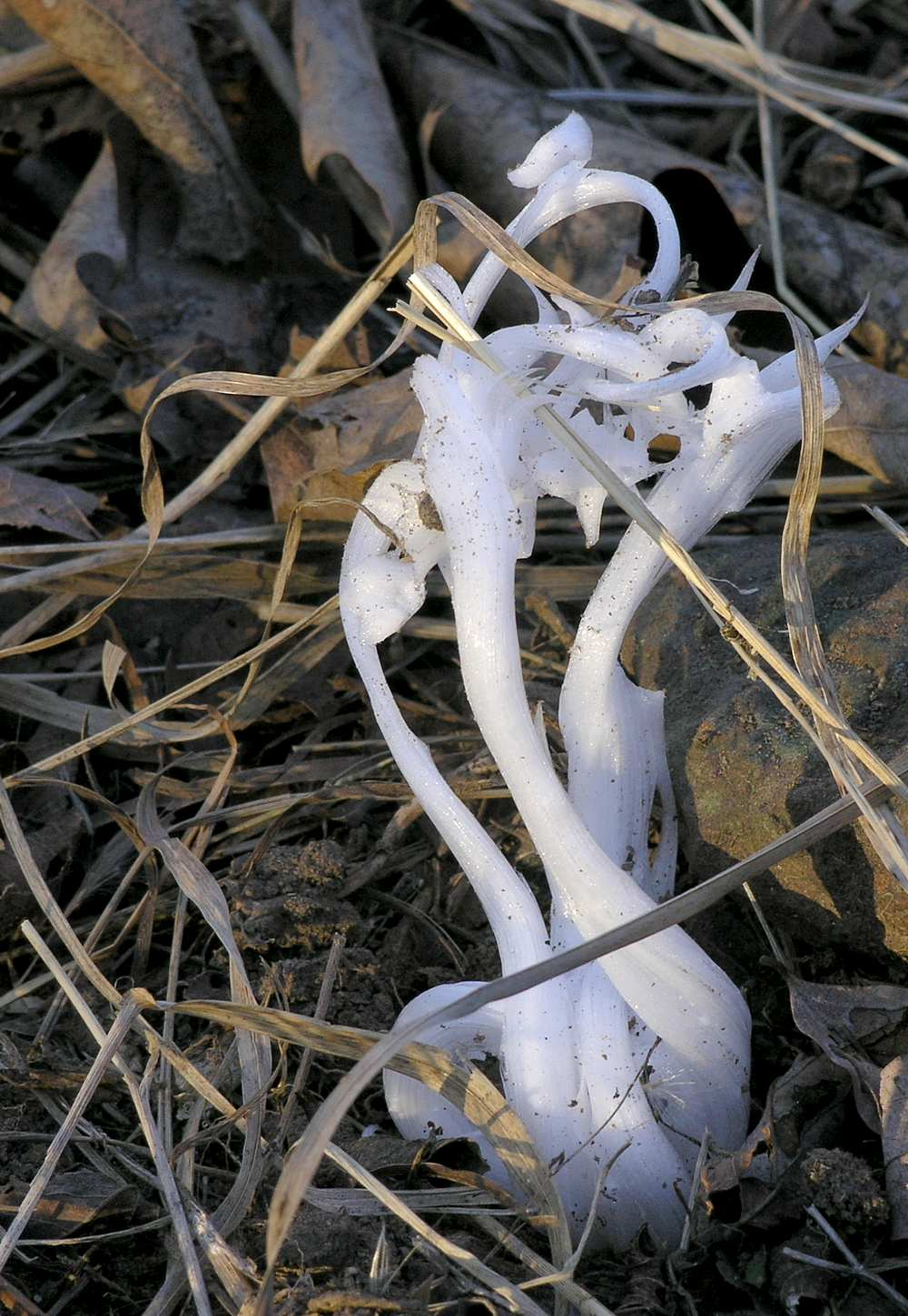
Frostblume in den Ozark Mountains, USA

Eine Frostblume ist eine Erscheinung von Eiskristallen, die sich unter bestimmten Wetterbedingungen bildet. Der Begriff umfasst verschiedene Arten von Eiskristallen, die aufgrund der Interaktion von Feuchtigkeit und Kälte besondere Muster bilden. Frostblumen entstehen, wenn dünne Eisschichten aus Pflanzenstängeln im Herbst oder frühen Winter austreten. Diese Eisschichten formen sich oft zu exquisiten Mustern und rollen sich in „Blütenblätter“ ein, die an Blumen erinnern.

## Typen
Frostblumen werden auch als Frostgesichter, Eisschlösser, Eisblüten oder Kristallfolien bezeichnet.
Zu den Typen von Frostblumen gehören Nadelfrost, bei dem sich Frostsäulen aus Poren oder Rissen im Boden bilden, sowie Bandeis (engl. ice ribbons), Kaninchenfrost oder Kaninchen-Eis, die sich aus linearen Rissen in Pflanzenstängeln bilden. Der Begriff ‚Eisblume‘ wird manchmal synonym für diese Frostblumen verwendet, kann jedoch auch spezifisch das Phänomen des Fensterfrosts beschreiben, bei dem sich blumenartige Strukturen auf Glasoberflächen bilden.

## Formation
Die Bildung von Frostblumen ist von einem spezifischen Gefrierwetter abhängig, bei dem der Boden noch nicht gefroren ist. Der Saft in den Stängeln der Pflanzen dehnt sich aus (Wasser dehnt sich beim Gefrieren aus), wodurch lange, dünne Risse entlang des Stängels entstehen. Wasser wird durch diese Risse durch Kapillarwirkung gezogen und gefriert beim Kontakt mit der Luft. Mit zunehmender Wasseraufnahme werden die dünnen Eisschichten weiter vom Stängel gedrückt, wodurch die zarten „Blütenblätter“ entstehen.
Die Blütenblätter von Frostblumen sind sehr zerbrechlich und brechen leicht bei Berührung. Sie schmelzen oder sublimieren normalerweise, wenn sie dem Sonnenlicht ausgesetzt werden, und sind oft nur in den frühen Morgenstunden oder in schattigen Bereichen sichtbar.
Zu den nordamerikanischen Pflanzen, die häufig Frostblumen bilden, gehören Verbesina virginica, Verbesina alternifolia, Cunila origanoides und Helianthemum canadense.

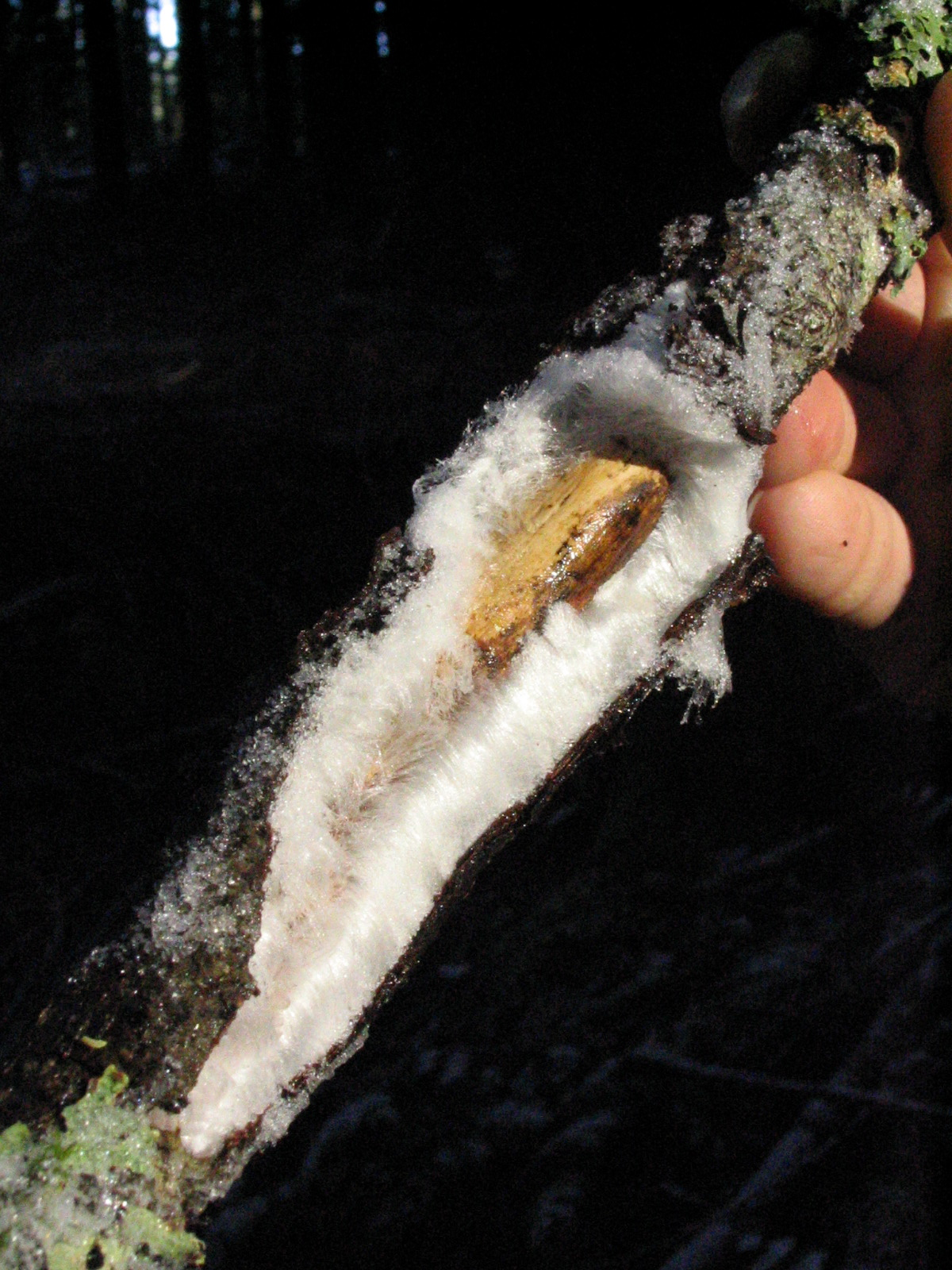
Ein Beispiel für die hydraulische Kraft des kapillaren Gefrierens
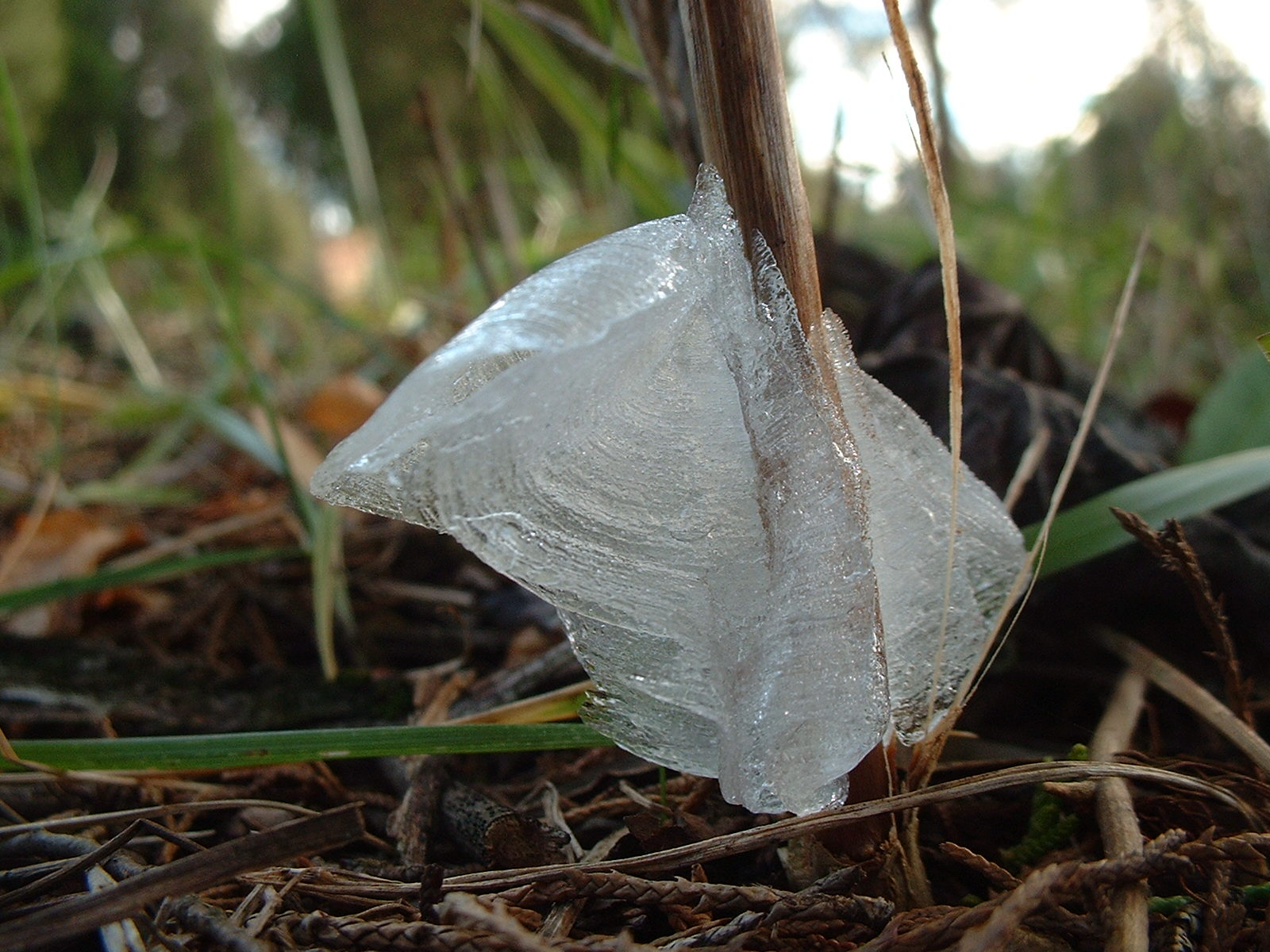
Nahaufnahme einer Frostblume
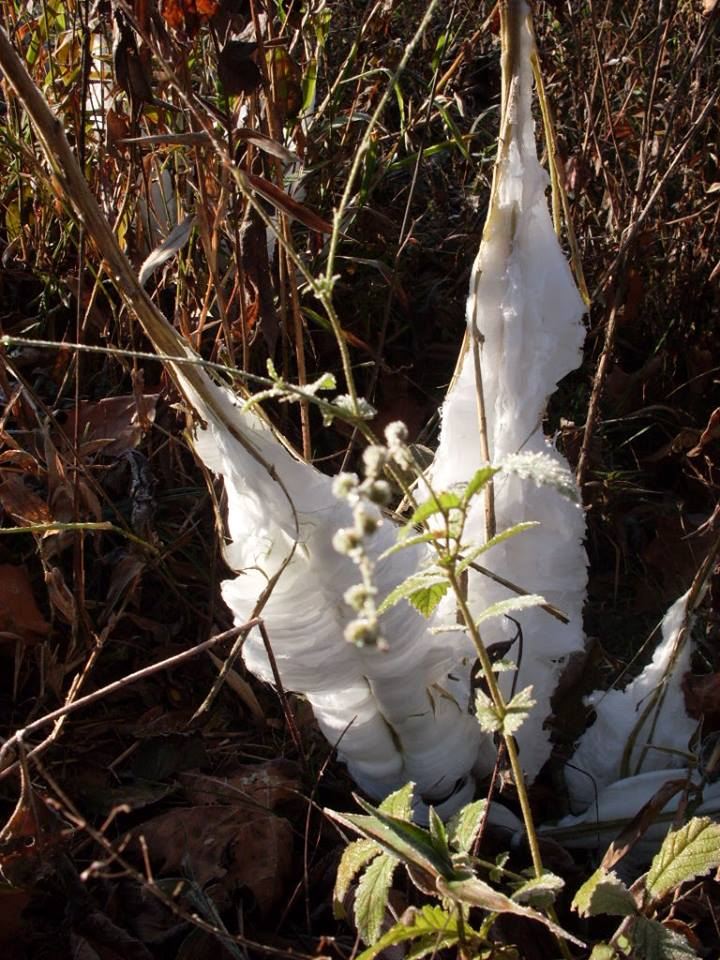
Frostblume auf Verbesina alternifolia  in Süd-Missouri
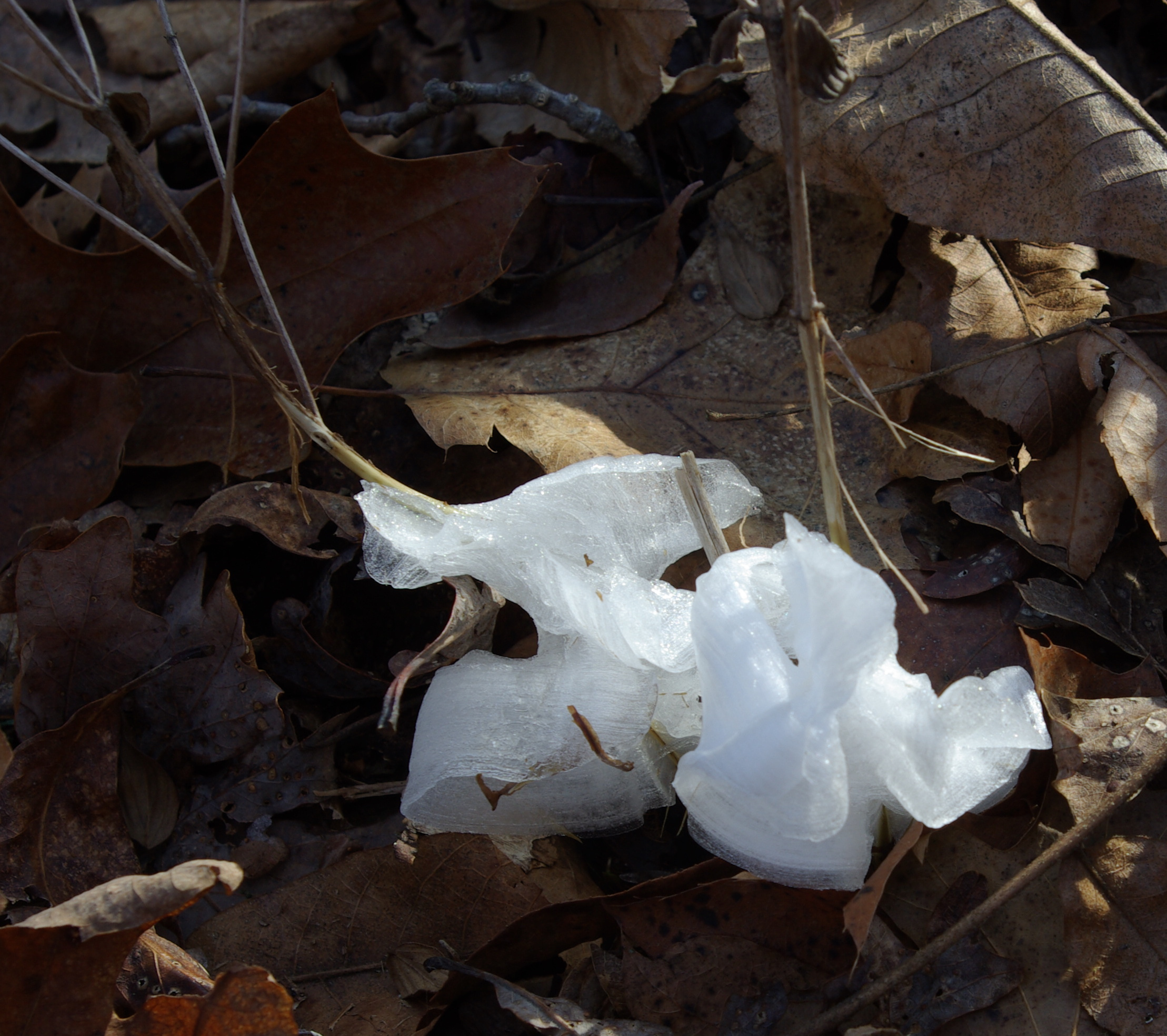
Frostblume auf Cunila origanoides in NW Arkansas